# 北王子駅
北王子駅（きたおうじえき）は、東京都北区王子五丁目にあった日本貨物鉄道（JR貨物）の貨物駅。東北本線貨物支線（通称、北王子線）の終着駅であった。

## 取扱貨物
- 専用線発着の鉄道コンテナ貨物 - 日本製紙専用線発着のものを取り扱う。
- 臨時車扱貨物

## 駅概要
日本製紙物流東京事業部北王子倉庫の西端に位置する地上駅。4本の側線を持ち、倉庫にある貨物ホーム用の荷役線1本を有した。荷役線では、コンテナ車にコンテナを積んだまま荷役作業を行っていた。
駅構内の入換作業には、日本通運のモーターカー2両が使用されていた。
石巻港駅から、紙製品を積んだ貨物列車が1日4本到着していた。かつては、有蓋車（ワム80000形）で輸送していたが、2003年4月に一部が、2006年3月より全列車がコンテナ化された。
2014年3月14日をもって日本製紙が専用線貨物取扱を終了したことにより、同日付で営業休止、同年7月1日をもって廃止された。
跡地には大規模マンション「ザ・ガーデンズ東京王子」が建設されている。

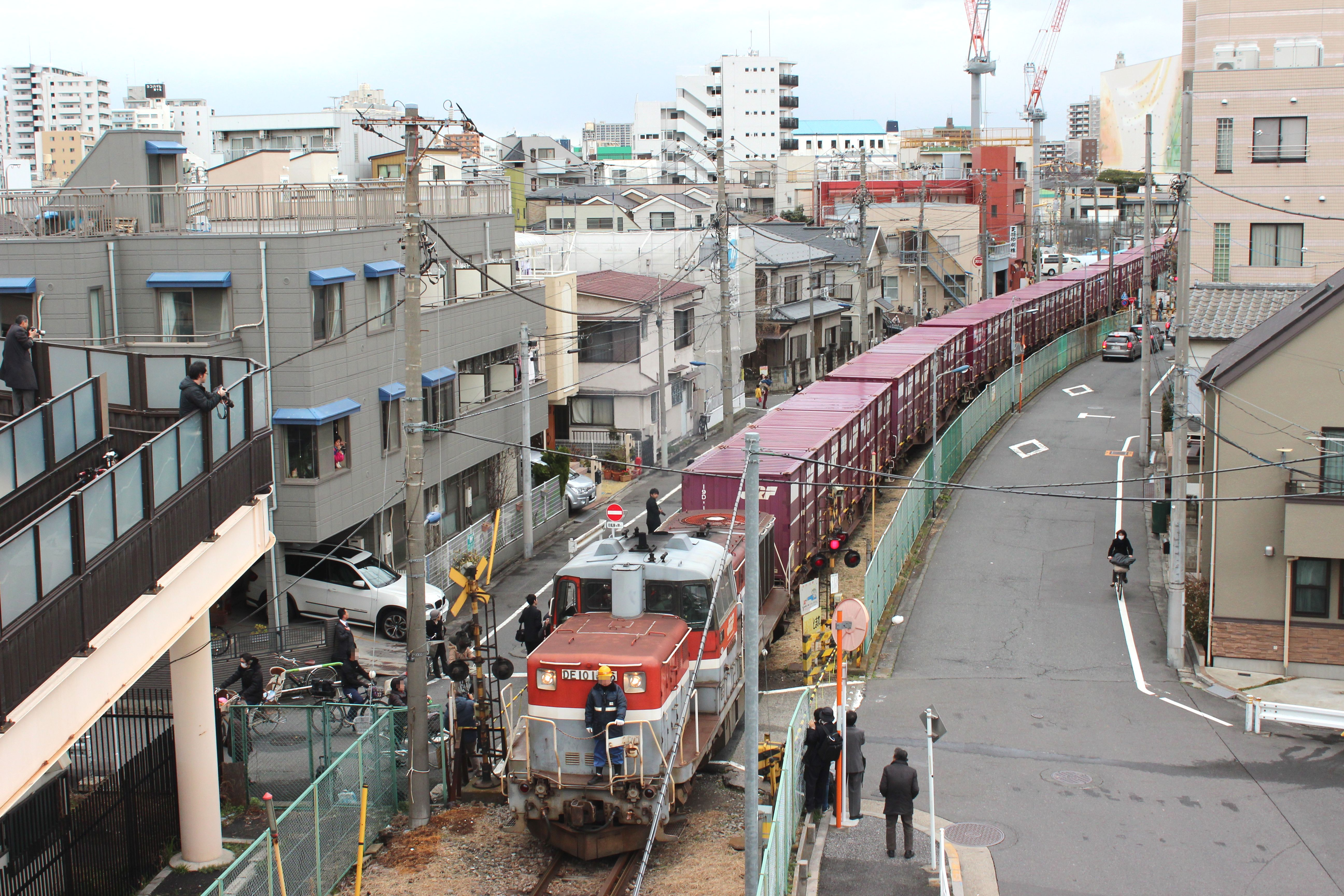
北王子線を行く貨物列車（2014年3月）
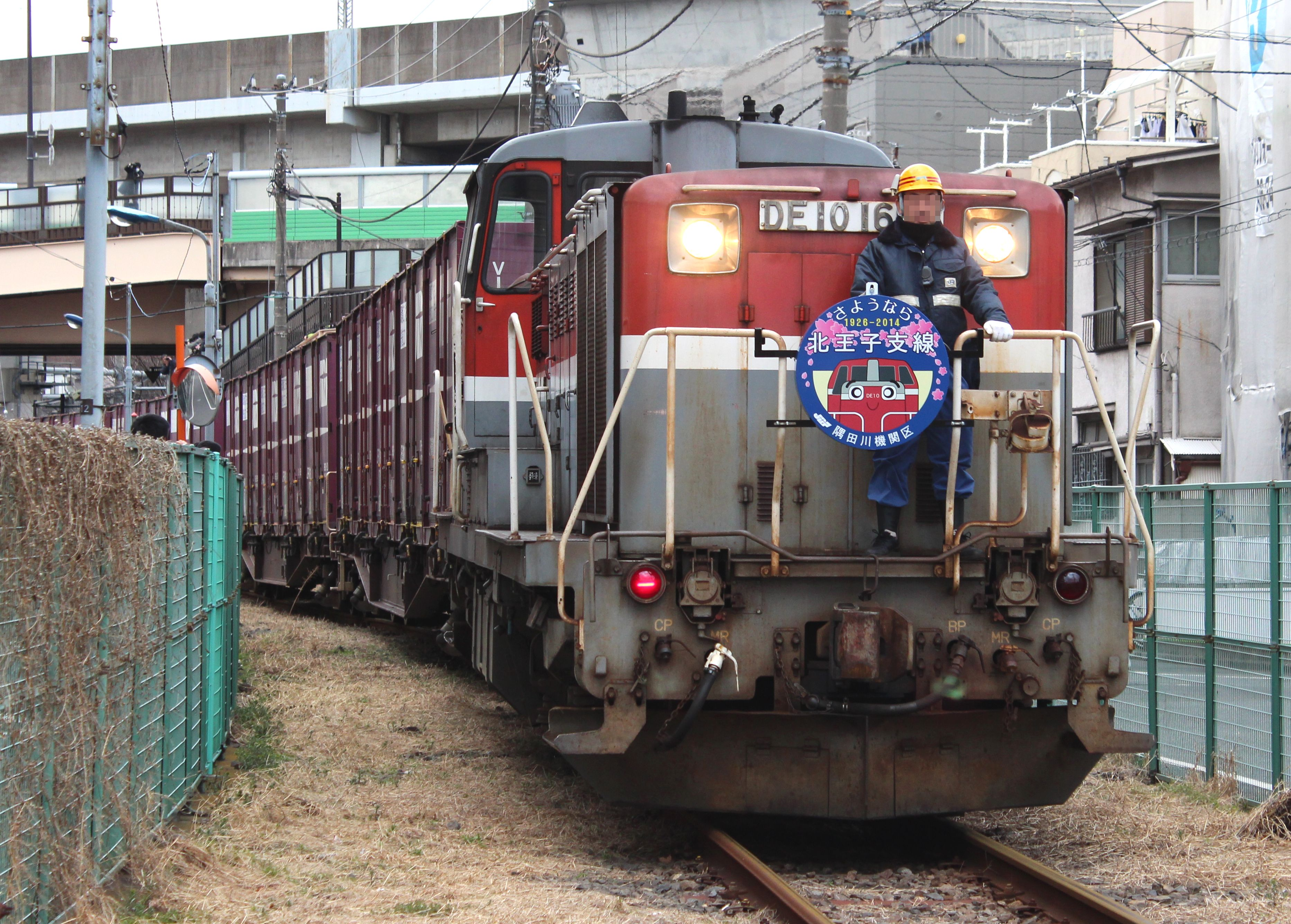
運行最終日の貨物列車（2014年3月）

## 歴史
1927年の開業以来一貫して駅東側の日本製紙関連の貨物を取り扱っていた。

### 年表
- 1927年（昭和2年）12月20日：（初代）下十条駅（しもじゅうじょうえき）として開業[1]。
- 1931年（昭和6年）7月15日：京浜東北線に新設される駅に名を譲り、北王子駅に改称[3]。
- 1954年（昭和29年）9月1日：小荷物（特別扱雑誌に限る）の取扱を廃止[4]。
- 1957年（昭和32年）6月25日：接続専用線発着小口扱貨物の取扱を廃止[5]。
- 1961年（昭和36年）5月10日：営業範囲を、車扱貨物（但し、活鮮魚（一塩のものを含む）の到着貨物は取り扱わない。）から、同停車場接続専用線発着車扱貨物へ改正する[6]。
- 1973年（昭和48年）8月：十條製紙（日本製紙の前身）王子工場閉鎖。
- 1974年（昭和49年）10月1日：営業範囲を、専用線発着車扱貨物へ改正する[7]。
- 1987年（昭和62年）4月1日：国鉄分割民営化によりJR貨物の駅となる[8]。
- 2003年（平成15年）4月：一部列車コンテナ化。
- 2006年（平成18年）3月18日：全列車コンテナ化。
- 2014年（平成26年）
  - 3月14日：日本製紙の専用線貨物取扱終了に伴い、貨物列車の発着終了[2]。
  - 7月1日：廃止[2]。

## 利用状況
2012年度のコンテナ貨物の取扱量は、発送が10トン、到着が134,620トンである。近年の年間発着トン数は下記の通り。
| 年度   | 総数       | 総数       | 車扱貨物   | 車扱貨物   | コンテナ貨物 | コンテナ貨物 | 出典        |
| 年度   | 発送トン数 | 到着トン数 | 発送トン数 | 到着トン数 | 発送トン数   | 到着トン数   | 出典        |
| ------ | ---------- | ---------- | ---------- | ---------- | ------------ | ------------ | ----------- |
| 1990年 | 3,609      | 238,997    | 3,609      | 238,997    |              |              | [ 統計 1 ]  |
| 1991年 | 3,871      | 212,737    | 3,871      | 212,737    |              |              | [ 統計 2 ]  |
| 1992年 | 3,454      | 243,431    | 3,454      | 243,431    |              |              | [ 統計 3 ]  |
| 1993年 | 3,459      | 270,495    | 3,459      | 270,495    |              |              | [ 統計 4 ]  |
| 1994年 | 4,704      | 305,116    | 4,704      | 305,116    |              |              | [ 統計 5 ]  |
| 1995年 | 3,272      | 351,515    | 3,272      | 351,515    |              |              | [ 統計 6 ]  |
| 1996年 | 3,610      | 331,587    | 3,610      | 331,587    |              |              | [ 統計 7 ]  |
| 1997年 | 3,229      | 290,891    | 3,229      | 290,891    |              |              | [ 統計 8 ]  |
| 1998年 | 2,319      | 257,200    | 2,319      | 257,200    |              |              | [ 統計 9 ]  |
| 1999年 | 2,427      | 276,883    | 2,427      | 276,883    |              |              | [ 統計 10 ] |
| 2000年 | 2,123      | 263,258    | 2,123      | 263,258    |              |              | [ 統計 11 ] |
| 2001年 | 3,069      | 224,369    | 3,069      | 224,369    |              |              | [ 統計 12 ] |
| 2002年 | 3,058      | 245,748    | 3,058      | 245,748    |              |              | [ 統計 13 ] |
| 2003年 | 3,685      | 173,958    | 3,685      | 173,958    |              |              | [ 統計 14 ] |
| 2004年 | 4,356      | 264,271    | 4,356      | 145,476    |              | 118,795      | [ 統計 15 ] |
| 2005年 | 4,650      | 263,407    | 3,080      | 98,822     | 1,570        | 164,585      | [ 統計 16 ] |
| 2006年 | 4,655      | 259,285    |            |            | 4,655        | 259,285      | [ 統計 17 ] |
| 2007年 | 4,660      | 271,705    |            |            | 4,660        | 271,705      | [ 統計 18 ] |
| 2008年 | 4,805      | 247,975    |            |            | 4,805        | 247,975      | [ 統計 19 ] |
| 2009年 | 3,925      | 239,290    |            |            | 3,925        | 239,290      | [ 統計 20 ] |
| 2010年 | 3,535      | 220,950    |            |            | 3,535        | 220,950      | [ 統計 21 ] |
| 2011年 |            | 53,770     |            |            |              | 53,770       | [ 統計 22 ] |
| 2012年 | 10         | 134,620    |            |            | 10           | 134,620      | [ 統計 23 ] |

## 駅周辺
付近には住宅地が広がる。
- 王子5丁目団地
- 東京地下鉄王子神谷駅
- 東日本旅客鉄道東十条駅

## 隣の駅
日本貨物鉄道（JR貨物）
東北本線貨物支線（北王子線）
田端信号場駅 - （王子駅） - 北王子駅

### 記事本文

### 統計年鑑
1. ↑  第42回東京都統計年鑑 222ページ
2. ↑  第43回東京都統計年鑑 228ページ
3. ↑  第44回東京都統計年鑑 222ページ
4. ↑  第45回東京都統計年鑑 232ページ
5. ↑  第46回東京都統計年鑑 218ページ
6. ↑  第47回東京都統計年鑑 236ページ
7. ↑  第48回東京都統計年鑑 252ページ
8. ↑  第49回東京都統計年鑑 252ページ
9. ↑  第50回東京都統計年鑑 252ページ
10. ↑  第51回東京都統計年鑑 252ページ
11. ↑  第52回東京都統計年鑑 252ページ
12. ↑  第53回東京都統計年鑑 252ページ
13. ↑  第54回東京都統計年鑑 252ページ
14. ↑  第55回東京都統計年鑑 252ページ
15. ↑  第56回東京都統計年鑑 248ページ
16. ↑  第57回東京都統計年鑑 266ページ
17. ↑  第58回東京都統計年鑑 253ページ
18. ↑  第59回東京都統計年鑑 252ページ
19. ↑  第60回東京都統計年鑑 257ページ
20. ↑  東京都統計年鑑（平成21年）
21. ↑  東京都統計年鑑（平成22年）
22. ↑  東京都統計年鑑（平成23年）
23. ↑  東京都統計年鑑（平成24年）